# Барода (княжество)

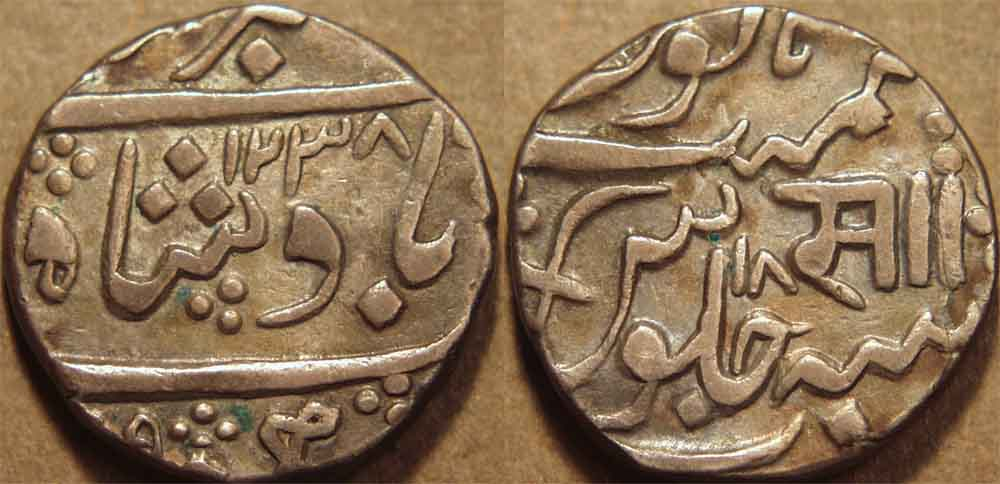
Серебряная рупия Саяджи Рао Гаеквада II.

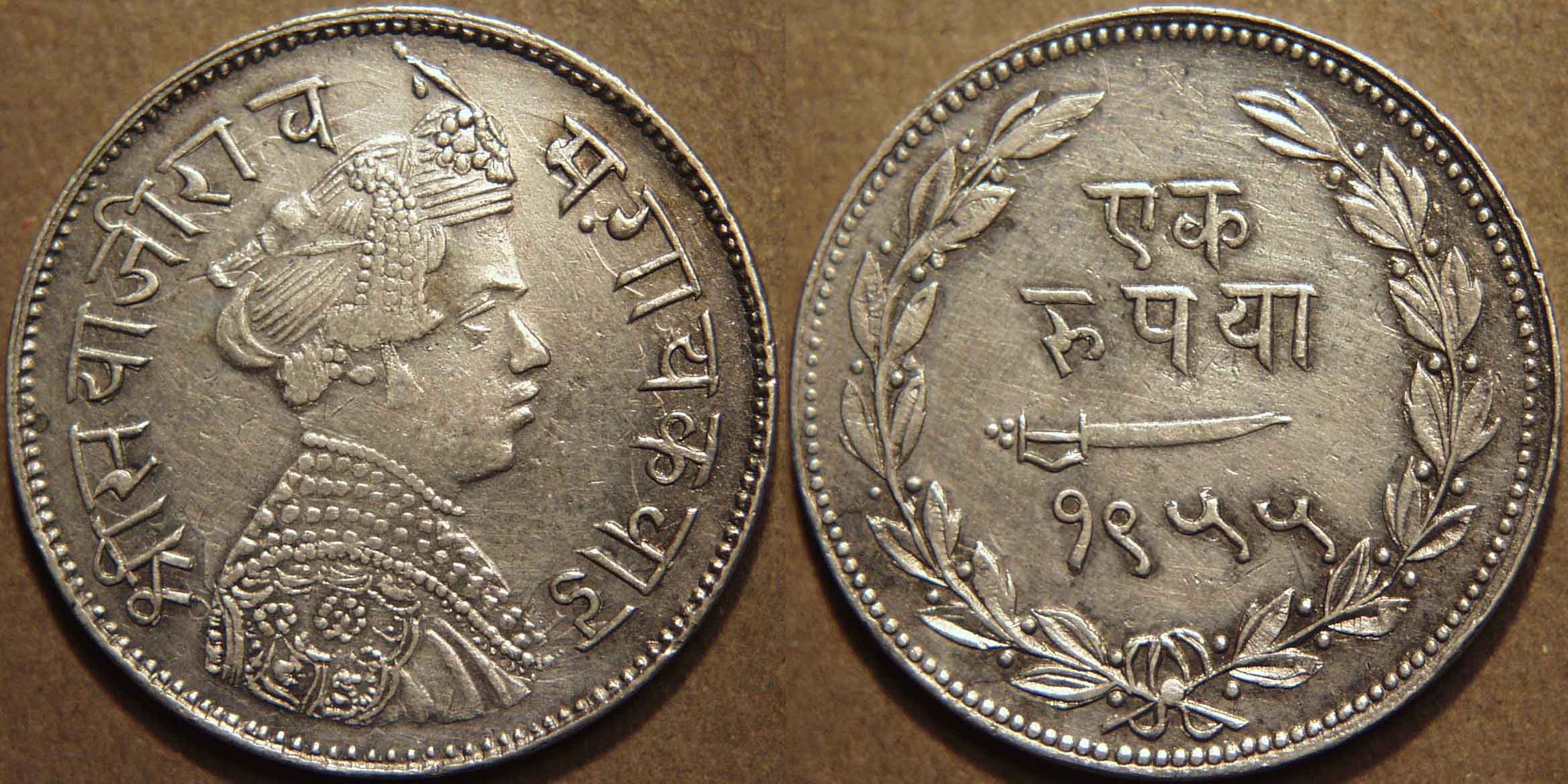
Серебряная рупия Саяджи Рао Гаеквада III.

Барода — туземное княжество в составе Британской Индии. Названо по искажённому имени города Вадодара, известному среди британских торговцев и путешественников как «Бродера». Состояло из нескольких несвязанных между собой эксклавов.

## История
Маратхи начали завоёвывать Гуджарат в 1705 году. В 1721 году маратхский генерал Пиладжи Гаеквад получил от пешвы право сбора налога «чаутх» («маратхская четвертина») с Гуджарата и обосновался в форте Сонгадх, ставшем резиденцией клана Гаеквад.
В 1805 году по итогам второй англо-маратхской войны контроль над Гуджаратом перешёл от маратхской конфедерации к Британской Ост-Индской компании. Гаеквады, заключив с англичанами отдельный субсидиарный договор, стали вассалами англичан, передав в их руки внешние сношения в обмен на внутреннюю автономию.
В 1817 году посол Гангадхар Шастри, посланный Гаеквадами ко двору пешвы в Пуну, был убит. Так как он находился под британской протекцией, это послужило одной из предпосылок третьей англо-маратхской войны.
Когда в 1870 году умер раджа Кханде Гаеквад, то ему должен был наследовать его брат Малхар, но Махарани Джамнабай — вдова Кханде — была беременна, и поэтому было решено подождать рождения ребёнка и посмотреть, какого он будет пола. Родилась девочка, и лишь тогда, 5 июля 1871 года, Малхар унаследовал трон.
Малхар Гаеквад швырялся деньгами и правил как жестокий тиран, а когда для сокрытия своих злодеяний он попытался отравить британского резидента, то по распоряжению государственного секретаря по делам Индии лорда Солсбери 10 апреля 1875 года Малхар был смещён и сослан в Мадрас, где скончался в 1882 году.
В связи с тем, что трон Бароды стал вакантным, Махарани Джамнабай созвала в Бароду глав существующих ветвей рода и их сыновей, чтобы выбрать нового раджу. Из находившейся в 600 км Кавланы в Бароду прибыл Каши Гаеквад с тремя сыновьями — Анандом, Гопалом и Сампатом. Британским правительством в качестве нового раджи был выбран Гопал, этот выбор был одобрен Махарани, и Гопал Гаеквад 16 июня 1875 года стал новым магараджой, взяв имя «Саяджи III». Так как он был ещё слишком юн, то до 28 декабря 1881 года княжеством управлял регентский совет. Саяджи III стал одним из лучших правителей княжества: при нём, в частности, 20 июля 1908 года был основан Банк Бароды, который в настоящее время является третьим по величине банком Индии.
На момент ухода англичан в 1947 году Барода была третьим по величине туземным княжеством Британской Индии. 1 мая 1949 года княжество Барода официально вошло в Индийский Союз, став частью штата Бомбей, а после его раздела 1 мая 1960 года — частью штата Гуджарат.

## Правители Бароды
- Пиладжи Гаеквад (+ 1732), 1-й махараджа (1721—1732)
- Дамаджи Гаеквад (+ 1768), 2-й махараджа (1732—1768), третий сын предыдущего
- Саяджирао Гаеквад I (+ 1792), 3-й махараджа (1771—1789), старший сын предыдущего
- Фатех Сингх Рао Гаеквад (+ 1789), 4-й махараджа (1778—1789), брат предыдущего
- Манаджи Гаеквад (+ 1793), 5-й махараджа (1789—1793), брат предыдущего
- Говинд Гаеквад (+ 1800), 6-й махараджа (1793—1800), брат предыдущего
- Ананд Гаеквад (+ 1819), 7-й махараджа (1800—1819), старший сын предыдущего
- Саяджирао Гаеквад II (1800—1847), 8-й махараджа (1819—1847), младший брат предыдущего
- Ганпат Гаеквад (1816—1856), 9-й махараджа (1847—1856), сын предыдущего
- Кханде Гаеквад (1828—1870), 10-й махараджа (1856—1870), брат предыдущего
- Малхар Гаеквад (1831—1882), 11-й махараджа (1870—1875), младший брат предыдущего
- Саяджи Рао Гаеквад III (1863—1939), 12-й махараджа (1875—1939)
- Пратап Сингх Гаеквад (1908—1968), 13-й махараджа (1939—1951), внук предыдущего. Правил в 1939—1947 годах, оставаясь номинальным правителем до своей смерти в 1951 году

### Титульные махараджи
- Фатехсинграо Гаеквад II (1930—1988), старший сын предыдущего, титульный махараджа Бароды с 1951 по 1971 год, когда все королевские титулы в Индии были официально отменены в 1971 году в соответствии с Двадцать шестой поправкой к Конституции Индии правительством Индиры Ганди.

### Главы семьи
- Ранджицинх Пратапсин Гаеквад (1938—2012), глава княжеской линии (1988—2012), младший брат предыдущего
- Самарджицин Гаеквад (род. 1967), глава княжеской линии (с 2012), сын предыдущего.